# Граф Оркні

Графство Оркні

Граф Оркні — титул, що почали носити і носять досі голови графства Оркні. Спочатку титул носили норвезькі ярли (графи), що правили Оркнейськими і Шетландськими островами, а також частинами Кейтнессу і Сутерленду. Графи час від часу присягали на вірність королям Норвегії, а пізніше також і королям Шотландії, як володарі частини Північної Шотландії (Кейтнесс и Сутерленд). Статус графа Оркні як васала норвезького короля був офіційно підтверджений в 1195 році.
Першим відомим графом Оркні був Регнвальд Ейстейнссон, який помер близько 890 року. Усі наступні графи, що правили Оркні аж до 1232 (за винятком одного) були нащадками Регнвальда або його брата Сігурда.

## Норвезькі ярли
- Регнвальд Ейстейнссон, (ярл Мьору), (IX століття), назначений Гаральдом I Норвезьким
- Сігурд Ейстейнссон, брат Регнвальда, (IX століття)
- Гутторм Сігурдссон (близько 890)
- Халлад Рьогнвальдссон (близько 891- бл. 893)
- Турф-Ейнар Рьогнвальдссон (близько 893-близько 946)
- Арнкель Турф-Ейнарссон (946–954) (Вбитий в тому ж бою, що і Ейрік Кривава Сокира)
- Ерленд Турф-Ейнарссон (загинув в 954) (Вбитий в тому ж бою, що і Ейрік Кривава Сокира)
- Торфінн Турф-Ейнарссон (Торфінн Розколювач Черепів) (близько 963-близько 976)
- Арнфінн Торфіннссон, правив разом з Гавардом, Льотом і Хльодвіром (близько 976-близько 991)
- Хавард Торфиннссон, правив разом з Арнфінном, Льотом і Хльодвіром (близько 976-близько 991)
- Льот Торфиннссон, правив разом з Арнфінном, Хавардом і Хльодвіром (близько 976-близько 991)
- Хльодвір Торфіннссон, правив разом з Арнфінном, Хавардом і Льотом (близько 976-близько 991)
- Сігурд Глодвірссон (991–1014)
- Брусі Сігурдссон, правив разом з Ейнаром, Сумарліді і Торфінном (1014–1030)
- Ейнар Сігурдссон (Einar Wry-mouth), правил разом з Брусі і Сумарліді (1014–1020)
- Сумарліді Сігурдссон, правил разом з Брусі і Ейнаром (1014–1015)
- Торфінн Сігурдссон, правил разом з Брусі і Рьогнвальдом (1020–1064)
- Рьогнвальд Брусісон, правил разом з Торфінном (близько 1037-близько 1046)
- Паль і Ерленд Торфіннссони (1064–1098)
- Сігурд Магнуссон (Сігурд Хрестоносець), пізніше король Норвегії під ім'ям Сігурд I, син короля Магнуса III Босоногого (1098–1103)
- Хакон Пальссон, син Паля Торфіннссона, правил разом з Магнусом (1103–1123)
- Магнус Ерлендссон (Святий Магнус), правив разом з Хаконом (1108–1117)
- Гаральд Хаконссон, правил разом з Палем (1122–1127)
- Паль Хаконссон, правив разом з Гаральдом (1122–1137)
- Рьогнвальд Калі Кольссон (Святий Регнвальд), правив разом з Гаральдом Маддадссоном і Ерлендом (1136–1158)
- Гаральд Маддадссон, правив разом з Регнвальдом, Ерлендом і Гаральдом Ейрикссоном (1134–1206)
- Ерленд Гаральдссон, син Гаральда Хоконссона, правив разом з Гаральдом Маддадссоном (1151–1154)
- Гаральд Ейрикссон, в Кейтнессі, внук Рьогнвальда Калі, правив разом з Гаральдом (1191–1194)
- Давид Гаральдссон, правив разом з Хейнриком і Йоном (1206–1214)
- Хейнрик Гаральдссон, в Кейтнессі, правив разом з Давидом і Йоном (1206–1231)
- Йон Гаральдссон, правив разом з Давидом і Хейнриком (1206–1231)

## Шотландські графи під підданствомНорвегії
- Маоль Йоса V — мормаєр Стретерна, граф Каїтнесса, граф Оркнейський в (1336–1350). Отримав титул графа Оркнейського від короля Норвегії Хокона IV У 1236. Син Жиля Бриджта.
- Еренгисл Сунесон — старший зять Маоль Йоса V, граф Оркнейський в (1353–1357)
- Александр де л'Ард — другий зять Маоль Йоса V, граф Каїтнессу в (1353–1375)
- Генріх Сінклер, внук Маоль Йоса, граф Оркнейський і Шетландський (без Каїтнессу) в (1379–1400)
- Генріх II Сінклер, граф Оркнейський і Шетландський в (1400–1455?)
- Вільям Сінклер, граф Каїтнессу (1455–1476), Оркнейський і Шетландський (1455?-1470)

## Шотландські графи в підданствіШотландіїіВеликої Британії

### Граф Оркнейський (1567)
Титул графу Оркні бул відновлено як герцогський для Джеймса Хепбьорна, 4-го графа Ботвелла, третього чоловіка королеви Марії Стюарт. Після скинення королеви і втечі Ботвелла титул був ліквідований. (бл. 1535–1578)
- Джеймс Хепберн, 4-й граф Ботвелл, герцог Оркнейський в 1567 році.

### Друге відновлення титулу (1581)
Наступне відновлення графського титулу було для Роберта Стюарта, побічного сина короля Якова V. Проте його племінник, Патрік, втратив титул.
- Роберт Стюарт, граф Оркнейський в 1581–1596 роки.
- Патрік Стюарт, граф Оркнейський в 1596–1614 роки.

### Третє відновлення титулу (1696)
Третій раз титул був відновлений і дарований маршалу Джорджу Гамільтону, барона Дечмонду, віконта Кірквола, першого графа Оркні в 1696 році. Його нащадки носять титул донині.